# Гафферберг, Эдит Густавовна
Люция Эллен Эдит Густавовна Гафферберг (1906, Санкт-Петербург — 1971, Ленинград) — учёный этнограф-иранист, исследовательница полукочевых иранских народов СССР (джамшиды, хазарейцы, белуджи), супруга учёного этнографа Л. П. Потапова.

## Биография
Родилась в Санкт-Петербурге в семье надворного советника, заведующего пакгаузом портовой таможни, из дворян Лифляндской губернии. 
Осиротела в 1919 году, воспитывалась в детском доме. В 1924 поступила в Ленинградский географический институт. 
1926—1927 — участие в экспедиции по изучению курдов Армении. 1928—1929 — Среднеазиатская этнологическая экспедиция (руководитель В. В. Бартольд). Во время этой экспедиции работала совместно с Д. Д. Букиничем и И. И. Зарубиным. 1930 — окончание этнографического отделения Ленинградского университета. В 1934 году начинает работать в отделе Передней и Средней Азии Ленинградского отделения Института этнографии АН СССР.
Похоронена на Комаровском поселковом кладбище.